# Ледниковый период 6
«Ледниковый период 6» (англ. Ice Age 6) — предстоящий американский анимационный приключенческий комедийный фильм, созданный 20th Century Animation и распространённый 20th Century Studios. Он станет продолжением фильма «Ледниковый период: Столкновение неизбежно» (2016) и шестой частью франшизы «Ледниковый период». Рэй Романо, Джон Легуизамо, Денис Лири, Саймон Пегг и Куин Латифа повторят свои роли из предыдущих фильмов. Это будет первый театральный фильм «Ледниковый период», который не будет произведён Blue Sky Studios после её закрытия в 2021 году.
Выход «Ледникового периода 6» в США запланирован на 18 декабря 2026 года.

## В ролях
- Рэй Романо в роли Мэнни, шерстистого мамонта и лидера Стада[1].
- Джон Легуизамо в роли Сида, ленивца и основателя Стада[1].
- Денис Лири в роли Диего, смилодона и одного из главарей Стада[1].
- Саймон Пегг в роли Бака, одноглазого ласки и охотника на динозавров[1].
- Куин Латифа в роли Элли, самки шерстистого мамонта и жены Мэнни[1].

## Производство
О возможности потенциального продолжения «Ледникового периода 5» в июне 2016 года сорежиссёр Гейлен Т. Чу сказал, что есть некоторые идеи для шестой части серии «Ледниковый период». В июле 2016 года Bustle отметил, что потенциал того, что «Ледниковый период 6» действительно будет снят, относительно высок, хотя это может в основном зависеть от кассовых сборов пятого фильма.
В феврале 2017 года PopWrapped прокомментировал тему сиквела, указав на плохой приём пятого фильма и на то, как франшиза всё больше скатывается в абсурд и всё дальше отходит от возможности оставить какое-либо длительное эмоциональное воздействие на аудиторию, что шестой фильм возвращается к своим корням, повторно представляя людей из первого фильма (в частности, маленького ребёнка Рошана); чтобы напомнить зрителям, почему они изначально так любят «Ледниковый период», чтобы шестой фильм мог искупить франшизу и завершить сериал на высокой ноте.

В феврале 2022 года продюсер Лори Форте обсуждала возможность сиквела во время продвижения фильма «Ледниковый период: Приключения Бака», заявив: 
«Я думаю, что это немного преждевременно. Мы надеемся, что люди отреагируют на это, и это поможет нам снять ещё один фильм. Если зрители этого захотят, у нас много идей. Нет конца идеям, приключениям и персонажам, поэтому мы готовы, если они готовы». 
В сентябре 2024 года Джон Легуизамо, озвучивший Сида в фильмах «Ледниковый период», сообщил, что шестой фильм находится в разработке.
В ноябре 2024 года во время D23 в Бразилии было официально объявлено о начале производства фильма с Рэем Романо, Джоном Легуизамо, Денисом Лири, Саймоном Пеггом и Куин Латифой, которые повторят свои роли из предыдущих фильмов.

## Прокат
«Ледниковый период 6» выйдет в прокат в США 18 декабря 2026 года.